# Dromidiopsis indica
Dromidiopsis indica is een krabbensoort uit de familie van de Dromiidae. De wetenschappelijke naam van de soort is voor het eerst geldig gepubliceerd in 1831 door Gray.